# Кванмён (энциклопедия)
Энциклопедия Кванмён (кор. 광명백과사전, 光明百科事典) — 20-томная энциклопедия, выпущенная издательством «Наука и энциклопедия» в 2012 году по случаю столетия Ким Ир Сена. Энциклопедия содержит 58 000 статей и 9000 иллюстраций.

## Описание
Энциклопедия «Кванмён», как и «Большая корейская энциклопедия» в 30 томах, изданная раньше, содержит статьи по политике, экономике, науке, культуре и всем другим отраслям, прославляя в них заслуги Ким Ир Сена и деятельность ТПК.
На классификацию и систематизацию накопленных знаний всех отраслей, подготовку фотографий, иллюстраций, карт, потребовалось много специалистов и времени. Также впервые была составлена новая структура словаря. При работе над энциклопедией были созданы специальные секции по отраслям знаний и подборке авторов. Также при сборке материалов поддерживалась активная связь с учреждениями определённой отрасли, а также было уделено внимание по переводу иностранной литературы.
Энциклопедия «Кванмён» отличается по структуре от обычных универсальных энциклопедий с алфавитной структурой тем, что каждый из 20 томов представляет собой энциклопедический словарь по отраслям. Каждый том содержит материалы, изложенные по разделам, главам и частям. Статьи расположены систематически по научно-логическому и историко-хронологическому порядку.
Тома энциклопедии имеют фотографии Ким Ир Сена, Ким Чен Ира и Ким Чен Сук, статьи по истории развития разного рода отраслей и участии в нём ТПК, а также содержат знания и понятия о природе и обществе.

### Тома
Энциклопедия «Кванмён» ориентирована на широкую аудиторию: статьи изложены доступным языком и иллюстрированы. Обеспечены логические связи между темами и последовательность изложения содержания. В конце каждого тома находится предметный указатель.
1. 조선의 역사 («История Кореи»)
2. 세계의 역사 («История мира»)
3. 정치.법 («Политика, закон»)
4. 철학 («Философия»)
5. 경제 («Экономика»)
6. 문학예술 («Литература и искусство»)
7. 교육.어학.출판보도 («Просвещение, лингвистика и печать»)
8. 조선의 지리 («География Кореи»)
9. 세계의 지리 («География мира»)
10. 수학 («Математика»)
11. 물리학 («Физика»)
12. 화학 («Химия»)
13. 생명과학 («Витально-биологическая наука»)
14. 천문.지구환경 («Астрономия, Земля»)
15. 정보.조종.나노기술 («Информация, управление и нанотехнология»)
16. 채굴.금속.기계.전기.전자공업 («Добывающая промышленность, металлургия, машиностроение, электроэнергетика, электроника»)
17. 화학공업.경공업.건설.운수.체신 («Химическая промышленность, легкая промышленность, строительство, транспорт, связь»)
18. 농업.산림업.수산업 («Сельское хозяйство, лесная и рыбная промышленность»)
19. 인체.보건 («Человеческое тело, здравоохранение»)
20. 체육 («Спорт»)

### Структура
1. В томах «История Кореи» (кор. 조선의 력사), «Политика, закон» (кор. 정치.법), «Философия» (кор. 철학) и «Экономика» (кор. 경제) собраны материалы о биографии Ким Ир Сена, его сторонников и близких, а также о революционной истории и традициях ТПК, о её линии и политике, о мероприятиях правительства КНДР на каждом этапе революции, о достижениях и опыте в проведении их в жизнь. Также в этих томах подверглись систематизации и обобщению идеи чучхе, идеи сонгун и сонгунская революционная линия ТПК, её стратегическая линия и вопросы строительства социалистической экономики.
2. В томах «Литература и искусство» (кор. 문학예술), «Просвещение, лингвистика и печать» (кор. 교육.어학.출판보도) изложены идеи и теории партии в данных отраслях, успехи в области культурного строительства и мировые данные в этих областях.
3. В томах «География Кореи» (кор. 조선의 지리), «География мира» (кор. 세계의 지리), «Астрономия, Земля» (кор. 천문.지구환경) и «История мира» (кор. 세계의 역사) изложены география, природа, история и культура Кореи и разных стран мира, содержатся общие сводные знания о Земле и космосе.
4. В томах «Математика» (кор. 수학), «Физика» (кор. 물리학), «Химия» (кор. 화학), «Витально-биологическая наука»(кор. 생명과학) и «Информация, управление и нанотехнология» (кор. 정보.조종.나노기술) изложены фундаментальные понятия, принципы, главное содержание естественных наук, соответствующей каждой области знаний, отражены теоретические и прикладно-практические вопросы, новейшие достижения в современной науке и технике.
5. В томах «Человеческое тело, здравоохранение» (кор. 인체.보건) и «Спорт» (кор. 체육) обобщены и систематизированы основные знания о физиологической структуре человеческого тела, роли и функции органов и систем, изложены обширные знания о спортивных соревнованиях и видах спорта.
6. В томах «Добывающая промышленность, металлургия, машиностроение, электроэнергетика, электроника» (кор. 채굴.금속.기계.전기.전자공업), «Химическая промышленность, легкая промышленность, строительство, транспорт, связь» (кор. 화학공업.경공업.건설.운수.체신) и «Сельское хозяйство, лесная и рыбная промышленность» (кор. 농업.산림업.수산업) систематически изложены идеи и курс Ким Ир Сена и Ким Чен Ира и результаты, достигнутые под руководством ТПК. Отражены технические процессы производства, основанные на новейших достижениях техники, структура, принцип действия и технологические особенности машинного оборудования, прикладно-практические вопросы и мировые тенденции развития в этих областях.